# Tarnawskianus
Tarnawskianus is een geslacht van kevers uit de familie  
kniptorren (Elateridae).
Het geslacht is voor het eerst wetenschappelijk beschreven in 2007 door Schimmel & Platia.

## Soorten
Het geslacht omvat de volgende soorten:
- Tarnawskianus becvari Schimmel & Platia, 2007
- Tarnawskianus kucerai Schimmel & Platia, 2007
- Tarnawskianus longicornis Schimmel & Platia, 2007
- Tarnawskianus turnai Schimmel & Platia, 2007
- Tarnawskianus yanmenensis Schimmel & Platia, 2007